# Clemens Mersmann (Verwaltungsbeamter, 1788)

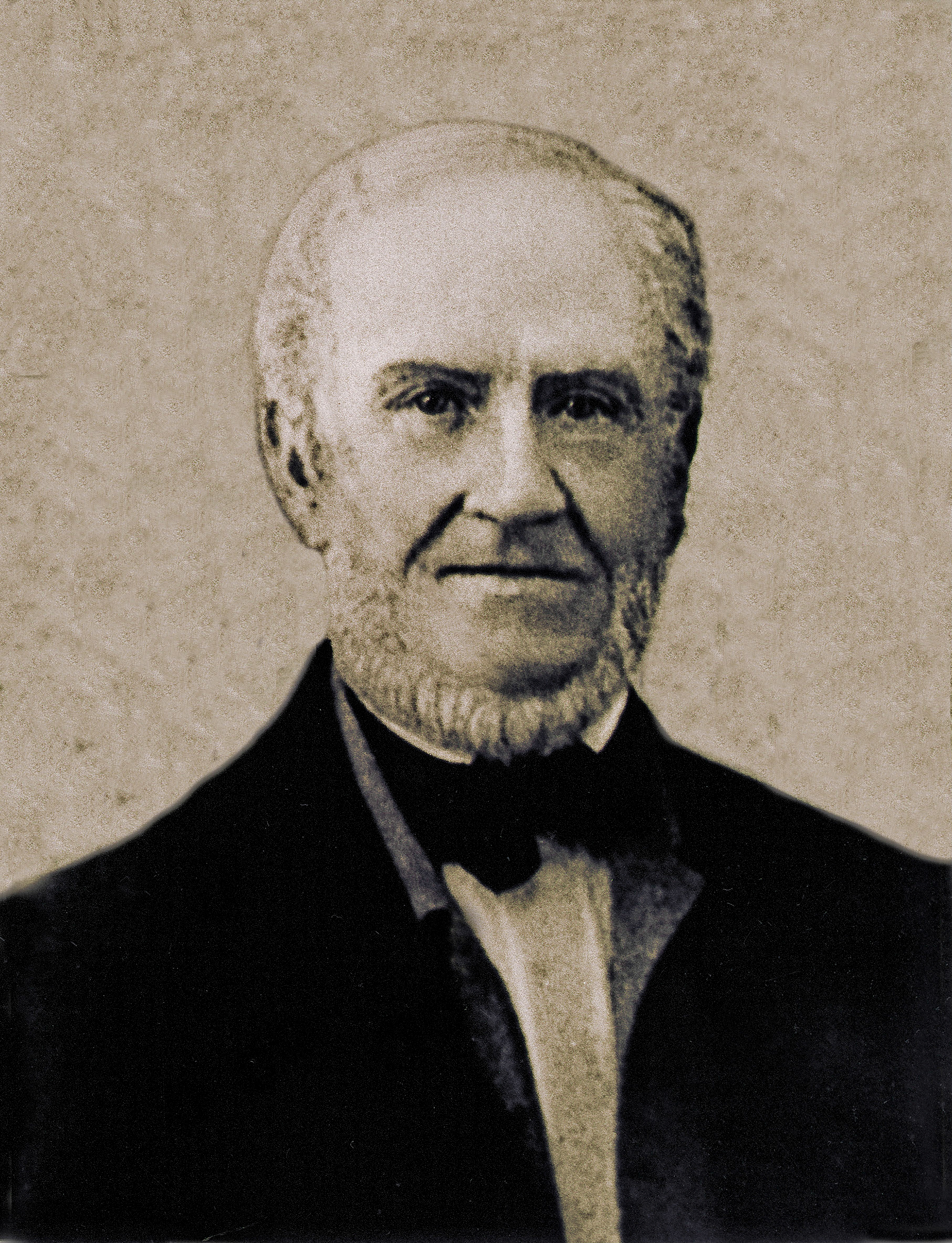
Clemens Mersmann

Clemens Godefridus Antonius Franciscus Mersmann (* 30. März 1788 in Dülmen; † 29. September 1867 in Coesfeld) war ein deutscher Verwaltungsjurist und Politiker.

## Leben

### Herkunft
Clemens Mersmann wurde als Sohn der Eheleute Clemens August Mersmann und Sophia Mersmann geborene Engeler geboren und wuchs mit sieben Geschwistern in Dülmen auf.

### Werdegang
Er studierte zunächst an der Universität Münster und setzte sein Studium an der Ruprecht-Karls-Universität Heidelberg fort. 1808 wurde er Mitglied des Corps Guestphalia Heidelberg. Am 4. Oktober 1810 legte er vor dem Appellationsgericht Recklinghausen sein Examen mit der Bemerkung "sehr wohl bestanden" ab. Drei Tage später wurde er zum Advokaten des Herzogtums Arenberg ernannt. Anfang 1811 ist Mersmann zum Stellvertreter des französischen Friedensrichters in Dülmen ernannt worden; im April wurde er Advokat am französischen Tribunal in Münster. 1813 ist Mersmann Bürgermeister in Dülmen und wird im Sommer 1816 – als Dank des Königs – Regierungsassessor bei der Regierung in Münster und dann zum landrätlichen Kommissar des neugebildeten preußischen Kreises Ahaus. 1823 wechselte er als Landrat in den Kreis Coesfeld, wo er das Amt über mehr als vier Jahrzehnte bis zu seinem Tod 1867 innehatte.

### Familie
Im August 1819 heiratete er Anna Pauline Antonette von Schlebrügge, Tochter von Johann David Paul von Schlebrügge, Landrat des Kreises Lüdinghausen. Aus dieser Ehe gingen 10 Kinder hervor. Ihr in Ahaus geborener Sohn Clemens Mersmann wurde ebenfalls Landrat in der Rheinprovinz.

## Orden und Auszeichnungen
- Roter Adlerorden, 3. Klasse
- Ernennung zum Geheimen Regierungsrat[1]